# Parasetodes ussuriensis
Parasetodes ussuriensis är en nattsländeart som beskrevs av Martynov 1935. Parasetodes ussuriensis ingår i släktet Parasetodes och familjen långhornssländor. Inga underarter finns listade i Catalogue of Life.